# Terapia interpersonal
La terapia interpersonal (TIP) es un modelo psicoterapéutico breve desarrollado por Klerman, Weissman y cols. que se basa en el análisis crítico de los factores sociales que influyen en el desarrollo de psicopatologías.
La TIP fue desarrollada originalmente por Klerman como tratamiento de mantenimiento de la depresión. Posteriormente se empleó como tratamiento independiente y en la actualidad se aplica a diferentes trastornos.
La TIP aborda principalmente las relaciones interpersonales actuales (denominados vínculos) y el contexto social inmediato del paciente. La terapia interpersonal se centra en el análisis de factores interpersonales tales como: relaciones confiables durante la vida, estabilidad y calidad de las relaciones tempranas, la presencia de estrés interpersonal o la pérdida de relaciones significativas. El desajuste de alguno de esos factores daría lugar a una crisis vital.
Los objetivos de esta terapia son el alivio sintomático y la superación de las dificultades de la relación interpersonal, en un breve período de tiempo que varia dependiendo del paciente y dura alrededor de 10 a 16 semanas.
La terapia interpersonal no es terapia conductual, ni cognitiva, ni psicoanálisis, pero sí utiliza algunos conceptos de  como la resolución de problemas y el entrenamiento de habilidades sociales de la terapia de conducta.
La psicoterapia interpersonal se ha visto eficaz especialmente para tratar la depresión, duelo, trastornos alimentarios y áreas relacionados con las relaciones interpersonales (conflicto de roles, inadaptación a transiciones de roles y el déficit en relaciones interpersonales).